# Hymne national de l'Afrique du Sud
L'hymne national d'Afrique du Sud, adopté sous sa forme actuelle en 1997, est la combinaison de  Die Stem van Suid-Afrika, l'ancien hymne national sud-africain, avec Nkosi Sikelel' iAfrika, un chant liturgique populaire africain adopté par les mouvements anti-apartheid.
Les paroles alternent les cinq langues les plus parlées du pays soit le xhosa, le zoulou, le sesotho, l'afrikaans et l'anglais parmi les onze langues officielles que compte l'Afrique du Sud.

## Paroles
| Paroles officielles | Sens des paroles en français |
| --- | --- |
| Nkosi Sikelel' iAfrika Xhosa Nkosi sikelel' iAfrika Maluphakanyisw' uphondo lwayo, Zoulou Yizwa imithandazo yethu, Nkosi sikelela, thina lusapho lwayo. Sotho du Sud Morena boloka setjhaba sa heso, O fedise dintwa le matshwenyeho, O se boloke, O se boloke setjhaba sa heso, Setjhaba sa South Afrika - South Afrika. Die Stem van Suid Afrika Afrikaans Uit die blou van onse hemel, Uit die diepte van ons see, Oor ons ewige gebergtes, Waar die kranse antwoord gee, Anglais (nouvelle adaptation) Sounds the call to come together, And united we shall stand, Let us live and strive for freedom, In South Africa our land. | Dieu protège l'Afrique Xhosa Que Dieu bénisse l'Afrique, Puisse sa corne (son esprit) s'élever vers les cieux, Zoulou Que Dieu entende nos prières Et nous bénisse, nous ses enfants d'Afrique. Sotho du Sud Que Dieu bénisse notre nation, Et qu'il supprime toute guerre et toute souffrance, Préservez, préservez notre nation, Préservez notre nation sud-africaine, l'Afrique du Sud. La Voix de l'Afrique du Sud Afrikaans Du bleu de notre ciel, De la profondeur de notre mer, Au-delà de nos monts éternels Où rebondit l'écho. Anglais Retentit l'appel à l'unité, Et c'est unis que nous serons, Vivons et luttons pour que la liberté triomphe En Afrique du Sud, notre nation. |